# Wilhelm Dodel (Maler)

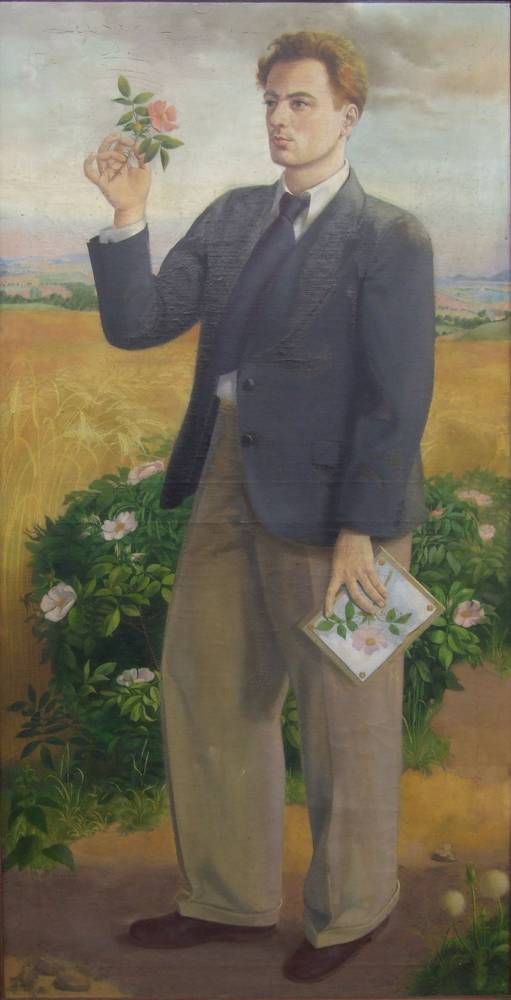
Wilhelm Dodel – Selbstbildnis mit Heckenrose 1930

Wilhelm Dodel (* 11. Februar 1907 in Moskau; † 22. Januar 1944 in Grustinja, Sowjetunion) war ein deutscher Maler. Er wirkte in Dresden als Vertreter der Neuen Sachlichkeit.

## Leben

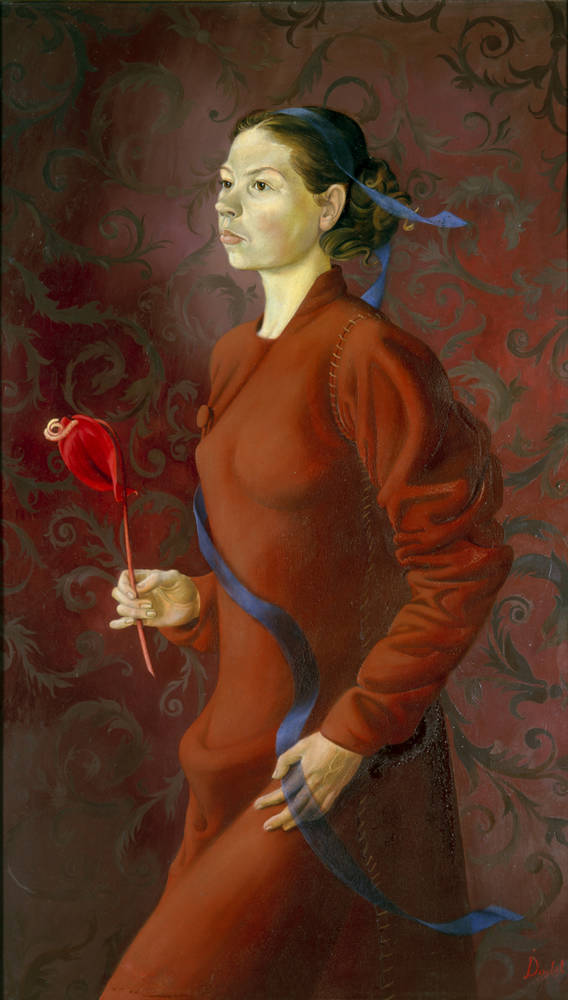
Junge Frau im roten Kleid

Dodel wurde in Moskau in einer wohlhabenden Familie deutscher Handelsvertreter geboren. Mit dem Ausbruch des Ersten Weltkrieges wurde die Familie in Ufa im südlichen Ural interniert. Im Jahre 1918 konnte die Familie nach Deutschland übersiedeln und ließ sich in Dresden nieder. Dort lernte er am Wettiner Gymnasium die Herausgeber der Schülerzeitschrift Mob kennen, unter anderem Schriftleiter Rudolf Braune. 1926 wurde er wegen seiner linken politischen Einstellung vorzeitig entlassen und arbeitete als Theatermaler am Dresdener Alberttheater sowie am Landestheater Beuthen. In den Jahren 1927 und 1928 studierte er dekorative Malerei bei Paul Rößler in der Akademie für Kunstgewerbe in Dresden. In den Jahren 1928 und 1929 setzte er seine Ausbildung bei Richard Müller an der Kunstakademie in Dresden fort. Darauf folgte von 1929 bis 1933 eine Ausbildung bei Otto Dix, zuletzt als Meisterschüler. In dieser Zeit war er Mitglied einer revolutionären Studentengruppe der Kunstakademie, wurde Mitglied der Kommunistischen Partei (KPD) sowie der Assoziation revolutionärer bildender Künstler (ASSO). Dabei lernte er auch den Maler Curt Querner kennen, seinen späteren Schwager. Im Jahre 1933 wurde er nach Machtantritt der Nazis beim Malen von Losungen kurzzeitig verhaftet.
Dodel war in der Zeit des Nationalsozialismus Mitglied der Reichskammer der bildenden Künste und an mindestens neun Ausstellungen in Berlin, Dresden, Chemnitz, Hamburg, Leipzig und Zwickau beteiligt, darunter mehrere Ausstellungen des Hilfswerks für die deutsche bildende Kunst der Nationalsozialistischen Volkswohlfahrt. Er gehörte u. a. dem Dresdner Künstlerbund und der Vereinigung Schaffender Künstler e. V. Dresden an.
Im Jahre 1939 wurde er zur Wehrmacht eingezogen und nahm dann am Zweiten Weltkrieg teil. Dabei wurde er später in der besetzten Sowjetunion als Dolmetscher eingesetzt. Bis zu seinem Tode zu Beginn der Leningrad-Nowgoroder Operation im Gebiet des Wolchow war er eingeschränkt künstlerisch aktiv und hinterließ Porträtzeichnungen russischer Menschen mit großer Ausstrahlung.

## Schaffen
Von seinem Schaffen sind nur sehr wenige Werke überliefert. Das ist einerseits dem großen Anteil von kurzlebiger Agitations- und Theatermalerei bis zu Beginn der 1930er Jahre geschuldet, andererseits dem frühen Tod im Krieg mit fast gleichzeitiger Vernichtung seines Werkes im Atelier durch die Bombenangriffe auf Dresden.

## Werke
- Mann mit aufgestütztem Arm; 1928; 53 cm × 40,8 cm; Kohle
- Kohlenträger Max (Berlin, Staatliche Museen (National-Galerie)); 51 cm × 28 cm; Öl auf Holz
- Familienbild (mit Selbstbildnis) (verschollen); um 1930; Öl auf Leinwand
- Selbstbildnis mit Heckenrose (Köln, Privatbesitz); um 1930, 169,5 cm × 88 cm, Öl auf Leinwand.[1]
- Stilleben mit Quitten; um 1933; 44,3 cm × 45,6 cm; Öl auf Leinwand auf Holzplatte aufgezogen
- Stilleben mit Trichterwinde; um 1933; 16,5 cm × 42 cm; Öl auf textilem Gewebe, auf Holz aufgezogen und allseitig weiß grundiert[2]
- Meine Mutter; um 1934/35, 79,8 cm × 60 cm; Öl auf Holz
- Bildnis E.S. (Sanitätsrat Dr. Schmorl); 1935; 105 cm × 101 cm; Öl und Tempera auf Holz
- Junge Frau im roten Kleid; um 1936; 103 cm × 61 cm; Öl[3]
- Stillleben mit Apfel, Birne und Herz; 1936 Öl auf Leinwand, 24,7 × 34,9 cm; Museum Kunst der Verlorenen Generation – Sammlung Böhme. (Salzburg)[4]; verkauft in Dresden 2021[5]
- Bildnis Leiteritz; 1937; 25,5 cm × 17,5 cm; Öl auf Holz
- Rosemarie; 1939; 125 cm × 84 cm; Öl auf Holz[6]
- Elbe-Venus; 1940; 146,5 cm × 100,5 cm; Öl auf Holz
- Vandy; 1940; 29,2 cm × 40,3 cm; Aquarell[7]
- Vouziers; 1940; 31,5 cm × 48 cm; Aquarell[8]
- Selbstbildnis; 1942; 27,4 cm × 20,6 cm; Aquarell
- Finnisches Mädchen; 1942; Aquarell
- Finnenmädchen Ssaima; 1942; 27,5 cm × 20 cm; farbig getönte Zeichnung[9]
- Landschaft mit Häusern (Mestelewo); 1942; 29 cm × 41 cm; Zeichnung[10]
- Mädchenkopf mit blonden Zöpfen; 1942; 28 cm × 20 cm; lavierte Zeichnung[11]
- Junge Frau mit geflochtenen Haaren; 1943; 41,6 cm × 35,7 cm; Graphit und rote Kreide[12]

## Postume Ausstellung
- Neue Sachlichkeit in Dresden. Staatliche Kunstsammlungen Dresden Galerie Neue Meister, Dresden 2011.[13]